# هارولد روزن (مهندس برق)
هارولد روزن (انگلیسی: Harold Rosen; ۲۰ مارس ۱۹۲۶ – ۳۰ ژانویهٔ ۲۰۱۷) مهندس اهل ایالات متحده آمریکا بود.
وی همچنین برندهٔ جوایزی همچون جایزه چارلز استارک دراپر، مدال الکساندر گراهام بل آی‌تریپل‌ئی، و مدال ملی فناوری و نوآوری شده‌است.